# Rande (Penafiel)
Rande é uma povoação portuguesa do Município de Penafiel que foi sede da extinta Freguesia de Rande, freguesia que foi extinta sendo o seu território integrado na freguesia de Milhundos, que por sua vez também foi extinta estando o seu território integrado na Freguesia de Penafiel.
A freguesia de São João Baptista de Rande esteve anexada à de Duas Igrejas.

Pertenceu ao extinto bispado de Penafiel. Arcediagado de Penafiel (século XII).